# Wahlen in Russland im Jahr 2019
|                                        | Dieser Artikel wurde im Portal Russland zur Verbesserung eingetragen. Hilf mit, ihn zu bearbeiten, und beteilige dich an der Diskussion! |
| Vorlage:Portalhinweis/Wartung/Russland | |

Rot: Gouverneurswahlen
Blau: Parlamentswahlen

Die Kommunal- und Regionalwahlen in Russland im Jahr 2019 bestehen unter anderem aus den Wahlen von 19 Gouverneuren sowie aus den 13 kommunalen Parlamentswahlen, welche überwiegend am 8. September stattfanden. Stimmberechtigt waren an dem Tag 56 Millionen Menschen, das ist fast die Hälfte der Wahlberechtigten in Russland. Die Wahlbeteiligung war zum Teil aber sehr niedrig. In Moskau lag sie bei 21,63 Prozent. Allgemein galten die Wahlen als Stimmungstest für Präsident Putin und dessen Regierungspartei. Diese konnte trotz Verlusten ihre Mehrheiten dabei überwiegend verteidigen.

## Gouverneurswahlen
- Sankt Petersburg, 8. September
- Republik Altai, 8. September
- Baschkortostan, 8. September
- Kalmückien, 8. September

- Region Transbaikalien, 8. September
- Region Stawropol, 8. September

- Oblast Lipezk, 8. September
- Oblast Astrachan, 8. September
- Oblast Sachalin, 8. September
- Oblast Kurgan, 8. September
- Oblast Kursk, 8. September
- Oblast Tscheljabinsk, 8. September
- Oblast Orenburg, 8. September
- Oblast Murmansk, 8. September
- Oblast Wolgograd, 8. September
- Oblast Wologda, 8. September

## Parlamentswahlen
- Moskau (Stadtrat), 8. September
- Sewastopol, 8. September
- Altai Republik, 8. September
- Autonome Republik Krim, 8. September
- Kabardino-Balkarien, 8. September
- Karatschai-Tscherkessien, 8. September
- Mari El, 8. September
- Tatarstan, 8. September
- Tuwa, 8. September
- Stawropol, 8. September
- Oblast Brjansk, 8. September
- Oblast Wolgograd, 8. September
- Oblast Tula, 8. September